# Championnats de Slovaquie de VTT
Les championnats de Slovaquie de vélo tout terrain sont des compétitions annuelles permettant de délivrer les titres de champions de Slovaquie de VTT.

## Palmarès masculin

### Cross-country
| Année | Or             | Argent        | Bronze          |
| ----- | -------------- | ------------- | --------------- |
| 2005  | Milan Barényi  | Maroš Kováč   | Patrik Kuril    |
| 2006  | Milan Barényi  |               |                 |
| 2008  | Milan Barényi  |               |                 |
| 2009  | Michal Lami    |               |                 |
| 2010  | Michal Lami    |               |                 |
| 2012  | Michal Lami    | Martin Haring | Milan Barenyi   |
| 2013  | Michal Lami    | Martin Haring | Frantisek Lami  |
| 2014  | Michal Lami    | Martin Haring | Frantisek Lami  |
| 2015  | Frantisek Lami | Michal Lami   | Tomas Visnovsky |
| 2016  | Ondrej Glajza  | Michal Lami   | Šimon Vozár     |
| 2017  | Martin Haring  | Matej Ulík    | Filip Sklenárik |
| 2018  | Martin Haring  | Ondrej Glajza | Tomas Visnovsky |
| 2019  | Martin Haring  | Matej Ulík    | Tomas Visnovsky |
| 2020  | Martin Haring  | Matej Ulík    | Jakub Jenčuš    |

### Cross-country eliminator
| Année | Or             | Argent          | Bronze        |
| ----- | -------------- | --------------- | ------------- |
| 2014  | Michal Lami    | Filip Sklenárik | Michal Bušfy  |
| 2015  | Frantisek Lami | Michal Lami     | Ondrej Glajza |
| 2016  | Frantisek Lami | Ondrej Glajza   | Šimon Vozár   |
| 2017  | Frantisek Lami | Filip Sklenárik | Jakub Kurty   |

### Marathon
| Année | Or                 | Argent          | Bronze          |
| ----- | ------------------ | --------------- | --------------- |
| 2008  | Milan Barényi      |                 |                 |
| 2009  | Michal Lami        |                 |                 |
| 2013  | Martin Haring      | Milan Barényi   | Lukás Bátora    |
| 2014  | Martin Haring      | Michal Lami     | Tomas Visnovsky |
| 2016  | Martin Kostelničák | Tomáš Kubek     | Ján Halík       |
| 2017  | Martin Haring      | Tomáš Višňovský | Matej Ulík      |

### Descente
| Année | Or          | Argent     | Bronze      |
| ----- | ----------- | ---------- | ----------- |
| 1998  | Filip Polc  |            |             |
| 2004  | Filip Polc  |            |             |
| 2005  | Filip Polc  |            |             |
| 2006  | Filip Polc  |            |             |
| 2007  | Filip Polc  |            |             |
| 2008  | Filip Polc  |            |             |
| 2017  | Adam Rojček | Lukas Učen | Lubos Stano |

### Dual-slalom
| Année | Or         | Argent | Bronze |
| ----- | ---------- | ------ | ------ |
| 1997  | Filip Polc |        |        |
| 1998  | Filip Polc |        |        |
| 1999  | Filip Polc |        |        |

## Palmarès féminin

### Cross-country
| Année | Or                   | Argent              | Bronze           |
| ----- | -------------------- | ------------------- | ---------------- |
| 2001  | Janka Keseg Števková |                     |                  |
| 2002  | Janka Keseg Števková |                     |                  |
| 2003  | Janka Keseg Števková |                     |                  |
| 2005  | Janka Keseg Števková |                     |                  |
| 2006  | Janka Keseg Števková |                     |                  |
| 2007  | Janka Keseg Števková |                     |                  |
| 2008  | Janka Keseg Števková |                     |                  |
| 2009  | Janka Keseg Števková |                     |                  |
| 2010  | Janka Keseg Števková |                     |                  |
| 2011  | Janka Keseg Števková |                     |                  |
| 2012  | Janka Keseg Števková | Michaela Maláriková | Elena Ondasova   |
| 2013  | Michaela Maláriková  | Zuzana Juhásová     | Andrea Juhásová  |
| 2014  | Janka Keseg Števková | Natalia Tyszova     | Martina Šichtová |
| 2015  | Janka Keseg Števková | Andrea Juhásová     | Martina Šichtová |
| 2016  | Janka Keseg Števková | Martina Šichtová    | Nina Janúšíková  |
| 2017  | Janka Keseg Števková | Andrea Juhásová     | Martina Šichtová |
| 2018  | Janka Keseg Števková | Martina Šichtová    | Andrea Juhásová  |
| 2019  | Janka Keseg Števková | Martina Šichtová    | Natalia Tyszova  |
| 2020  | Janka Keseg Števková | Erika Glajzová      | Ivana Straková   |

### Cross-country eliminator
| Année | Or                   | Argent              | Bronze          |
| ----- | -------------------- | ------------------- | --------------- |
| 2012  | Janka Keseg Števková |                     |                 |
| 2014  | Janka Keseg Števková |                     |                 |
| 2015  | Janka Keseg Števková | Michaela Maláriková | Nina Janúšíková |
| 2016  | Janka Keseg Števková | Radka Rabatinová    | Simona Slivkova |
| 2017  | Janka Keseg Števková | Erika Glajzová      | Andrea Juhásová |

### Marathon
| Année | Or                   | Argent           | Bronze          |
| ----- | -------------------- | ---------------- | --------------- |
| 2007  | Janka Keseg Števková |                  |                 |
| 2011  | Janka Keseg Števková |                  |                 |
| 2013  | Andrea Juhásová      | Zuzana Juhásová  | Livia Hanesova  |
| 2014  | Michaela Maláriková  | Martina Sichtova | Natalia Tyszova |
| 2016  | Zuzana Juhásová      | Karolína Zimová  | Zlatica Muchova |
| 2017  | Janka Keseg Števková | Andrea Juhásová  | Viera Kissová   |

### Descente
| Année | Or              | Argent          | Bronze            |
| ----- | --------------- | --------------- | ----------------- |
| 2017  | Ester Barteková | Vilma Gombalová | Jana Krajčovičová |